# ماسك حراري

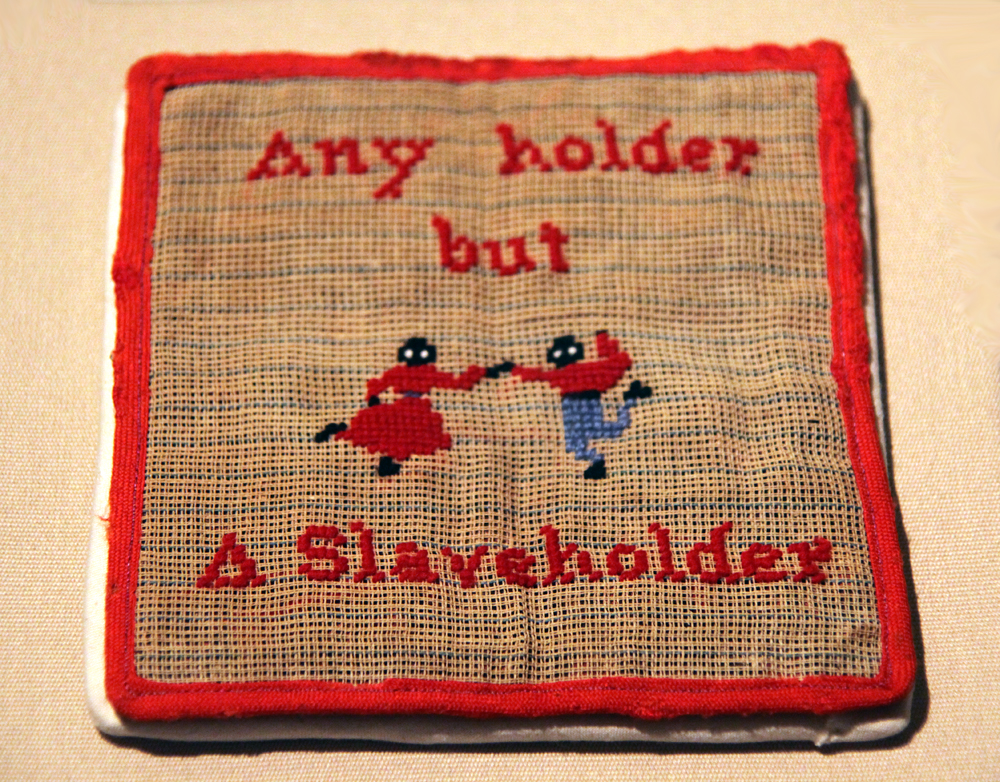
في نصف 1800، ماسك حراري من متحف سميثسونيان للتاريخ الأمريكي

الماسك الحراري هو قطعة من القماش (غالبا مبطنة) أو من السيليكون يستخدم في تغطية اليد عند حمل أدوات المطبخ الساخنة المستخدمة في الطبخ، مثل الأواني والمقالي. وغالبا ما تكون مصنوعة من البوليستر و/أو القطن.في حين ان يصنع الماسك الكروشيه من غزل القطن كمشروع الحرفي أو كشكل من الفنون الشعبية.
ويوفر الماسك الحراري حماية ليد واحدة في كل مرة لكي تحمل مقلاة بمقبضين ساخنين باستخدام كلتا اليدين، فيجب استخدام ماسكان. للامساك باداة ساخنة، يتم طي الماسك حولها وإمساكها باليد. عموما، سوف يكون هناك سطح مطاطي على جانب واحد لقضبة والجانب الآخر من النسيج لامتصاص الحرارة.
في الأغلب يكون للماسك الحراري المُصنع من النسيج طبقة العزل الحراري  ومحاطة بإطار خارجي من الألوان والزخارف وخلال الوقت الحاضر يعد الشكل المربع هو النوع الأكثر شيوعاً في التداول التجاري، مع طول جانبي يتراوح بين 5 بوصات (13 سم) ل10 بوصات (25 سم) والاركان مستديرة إلى حد ما. وعقدة من النسيج في أحد الأركان للتعليق.